# Heinz Schmidt (Journalist)
Heinz Heinrich Schmidt (* 26. November 1906 in Halle (Saale); † 14. September 1989 in Ost-Berlin) war ein deutscher Widerstandskämpfer gegen den Nationalsozialismus und Redakteur.

## Leben
Der aus Halle (Saale) gebürtige Arbeitersohn Heinz Schmidt absolvierte nach dem Besuch der Volksschule eine Ausbildung zum Bergmann. Nachdem er kurze Zeit in diesem Beruf gearbeitet hatte, trat er 1926 der SPD bei, anschließend war er als Redakteur verschiedener SPD-Zeitungen eingesetzt. Schmidt, der in der Folge von 1930 bis 1933 ein Studium der Rechts- und Staatswissenschaften in Halle belegte, schloss sich 1931 der KPD an. Nach der Machtübernahme durch die Nationalsozialisten gehörte er dem Widerstand an. Nachdem Heinz Schmidt 1934 verhaftet worden war, wurde er zu drei Jahren Zuchthaus verurteilt und war bis 1937 im Zuchthaus Brandenburg-Görden und im KZ Lichtenburg inhaftiert. Nach seiner Freilassung emigrierte er nach Prag, 1938 nach Großbritannien. Schmidt, der dort die Leitung der KPD-Landesgruppe übernahm, war von 1943 bis 1945 als Chefredakteur der Freien Tribüne in London tätig.
Schmidt trat nach seiner Rückkehr nach Deutschland 1946 in die SED ein. Er war anschließend kurze Zeit als Leiter der Hauptabteilung Tagesfragen sowie als Chefredakteur tätig, bis er am 31. Juli 1947 in der Nachfolge von Max Seydewitz zum Intendanten des Berliner Rundfunks bestellt wurde. Der durch Politbüro-Beschluss vom 20. Oktober 1949 wegen „nationalistischer Überheblichkeit“ sowie „ungenügender politischer Wachsamkeit“ abgesetzte Heinz Schmidt war danach im Rahmen eines Bewährungsauftrags von 1950 bis 1955 in der Produktion eingesetzt, bevor er zum Chefredakteur der Zeitschrift Magazin ernannt wurde, 1956 wechselte er in gleicher Funktion zur satirischen Zeitschrift Eulenspiegel. 1958 dieser Position enthoben, wurde Schmidt zum Leiter der Presseabteilung des Nationalrats der Nationalen Front bestellt. Bereits seit 1957 war er Mitglied des Präsidiums und Sekretär des Nationalrats. 1964 wurde ihm der ehrenamtliche Vorsitz des Afro-Asiatischen Solidaritätskomitees der DDR übertragen, den er bis zum 19. November 1976 innehatte. Aus gesundheitlichen Gründen wurde er von Kurt Seibt abgelöst.
Der mit der Medizinerin Eva Schmidt-Kolmer verheiratete Heinz Heinrich Schmidt verstarb 1989 im Alter von 82 Jahren in Berlin.

## Auszeichnungen
- 1962 Vaterländischer Verdienstorden in Silber und 1971 in Gold
- 1976 Karl-Marx-Orden
- 1981 Orden Stern der Völkerfreundschaft in Gold
- 1986 Ehrenspange zum Vaterländischen Verdienstorden in Gold